# حلاوة السميد
حلاوة السميد أو (نقحرة: حلوى سوجي أو السوجي كا هالوا) (بالهندية: सूजी का हलवा)‏ و(بالمراثية: रव्याचा शिरा)‏ و(بالأردوية: سوجی کا حلوہ)‏ أو موهان بهوج (بالهندية: मोहन भोग)‏ و(بالسنسكريتية: मोहन भोग)‏ «السوجي بالهندية تعني السميد. ومن الخطأ تسميتها بحلوى السميد لأن حلويات السميد كثيرة وصنفها من الحلاوة». هي نوع من الحلاوة المصنوعة من تحميص السميد (يسمى السوجي أو السوجا أو الراوا) في دهون مثل السمن أو الزيت، وإضافة المُحلي مثل شراب السكر أو العسل أو مسحوق الجاكري [الإنجليزية] وهو نوع من السكر البُني. يمكن تقديمه في وجبة الإفطار أو كحلوى. الوصفة الأساسية مصنوعة فقط من السميد والسكر أو العسل والسمن وأحيانًا الحليب. وتشمل الاختلافات في الوصفة تضمين الفاكهة المجففة أو الطازجة، والمكسرات، وجوز الهند المبشور وغيرها من الإضافات. غالبًا ما يتم استخدام دقيق القمح كبديل إن لم يكن السميد متاحًا، لكن يمكن استخدام أي نشأ تقريبًا لصنع حلاوة السميد.

## تاريخ
في المطبخ العربي في العصور الوسطى كانت حلاوة السميد تُصنع عن طريق تحميص القمح المطحون في الزبدة وإضافة العسل أو شراب السكر لترطيب الحلوى. إحدى وصفات الحلوى العجمية (hulwa a'jamiyya) هي صنعها بغلي العسل لصنع الشراب (المخفف بالماء إذا لزم الأمر) وتزيينه بالفستق وبذور الخشخاش. يمكن إضافة الحليب، إلى جانب إلى الإضافات الأخرى مثل اللوز والفستق والصنوبر. ويتضمن كتاب طبخ ابن سيار الوراق في القرن العاشر أصنافاً أخرى مصنوعة من الجزر والتفاح والتمر. ووفقًا لبعض العلماء تم تقديم هذا الطبق إلى الهند من قبل المغول  ولكن تم رفض هذه النظرية حيث تم إدراجه بالفعل باسم شالي آنا (shali-anna) وهو طبق كيساري بات كيساري بات حاليًا والذي هو نوع من الحلاوة في وصفات ماناسولاسا [الإنجليزية] وهو عمل يعود إلى القرن الثاني عشر لملك تشالوكيان جنوب الهند المعروف بسوميشفارا الثالث [الإنجليزية].
في إسبانيا في القرن الرابع عشر يُطهى السميد مع حليب اللوز والزيت والزعفران للتلوين بشكل اختياري. اما في الهند يتم تُصنع حلاوة السميد السوجي من السميد والسمن والسكر ويضاف إليها الهيل والحليب واللوز والكاجو.

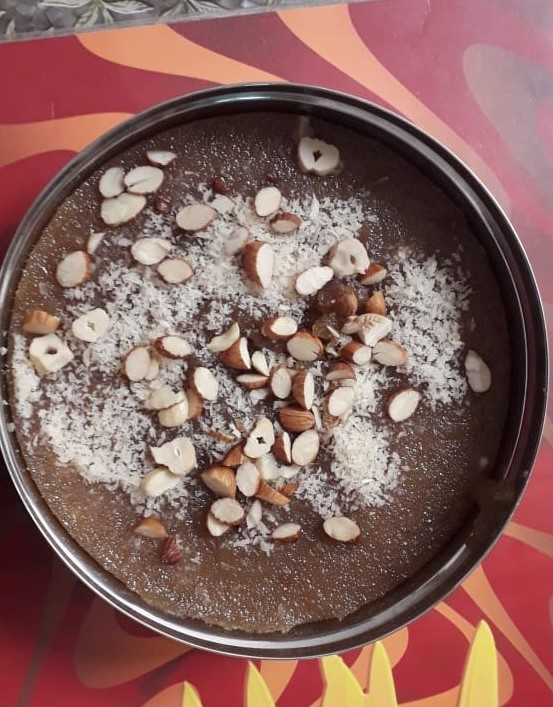
حلاوة السميد مع المُكسرات.

## مصطلحات وإسماء حلاوة السميد
في اللغة الماراثية تسمى الحلوى المصنوعة من السميد راوا شيرا (रवा शीरा). عندما يتم تحضير حلوى مماثلة بدقيق القمح يطلق عليها اسم جافاهايابيثاشا شيرا (गव्हाच्या पीठाचा ीरा).
في الهندية فيُسمى هو بالسوجي كا هالوا (सूकी का हलवा).
اما في جنوب الهند فيسمى الطبق حاليًا كيساري بات[بحاجة لمصدر]، مع أخذ العين بالأعتبار إلى أختلاف الوصفات في ثقافة.
في ميانمار (دولة بورما) يسمى الطبق سانوين ماكين [الإنجليزية].
في منغوليا يسمى الطبق هالماج (haalmag) حرفيًا: تعني "مذاب".
في منطقة البحر الكاريبي يُعرف لدى شعب الهندي الكاريبي [الإنجليزية] باسم موهان بوغ (Mohan bhog) أو ببساطة بأسم بارساد (parsad)، حيث إنها حلوى شائعة يقدمها الهنود الكاريبيون على شكل براساد في طقوس البوجا.[بحاجة لمصدر]، ويطلق عليها أسم ساجيجي (Sajjige) في أجزاء من تولو نادو [الإنجليزية].